# 県 (中華人民共和国)

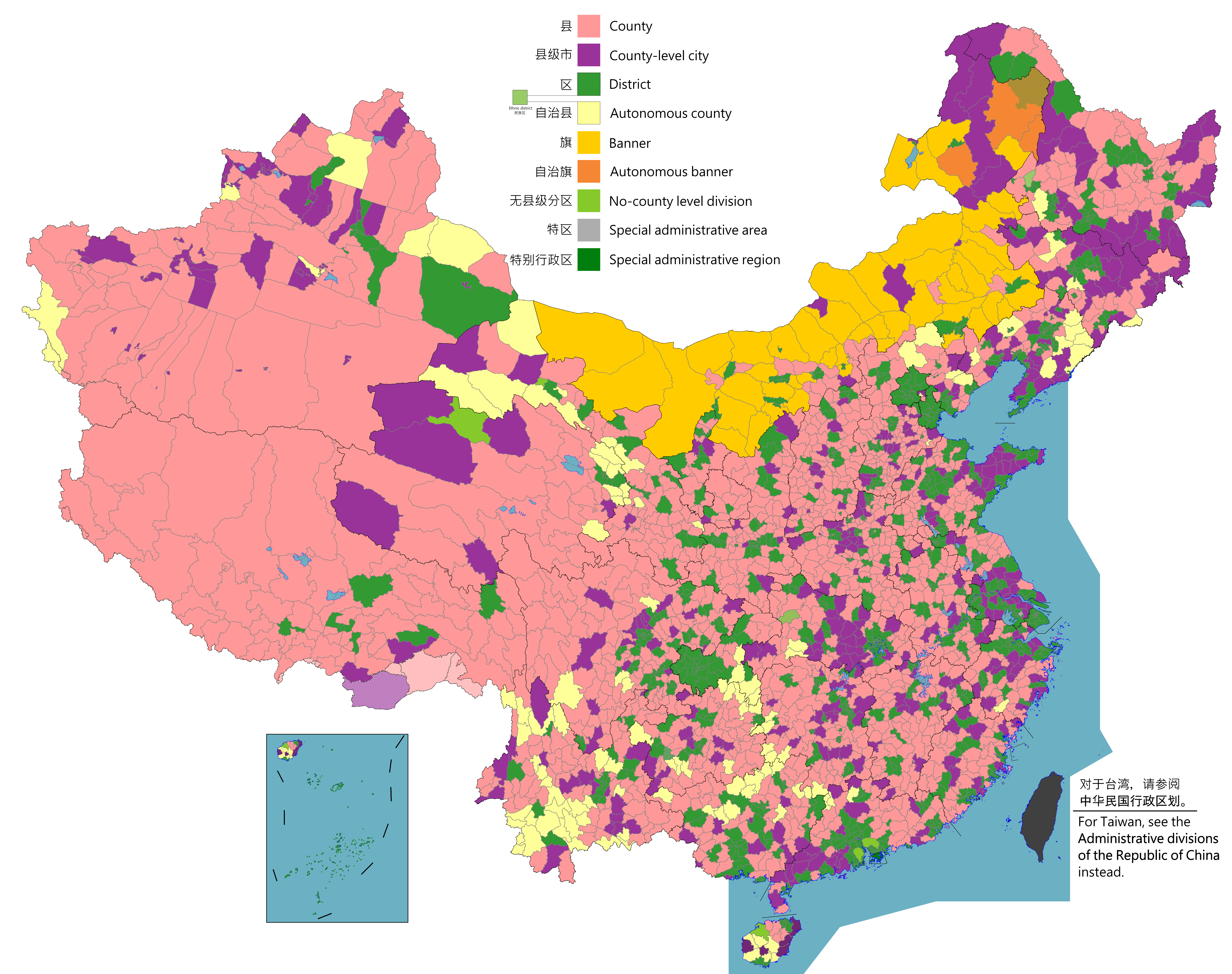
中華人民共和国における県級行政区の分布図。赤は県

中華人民共和国における県（けん、簡体字: 县、拼音: Xiàn）は、行政区画の一つ。1949年の建国時に中華民国の行政督察区の管轄下の県を引き継いで誕生した。当初は専区（行政督察専区）の管轄下で、2007年現在は地区あるいは地級行政区の管轄である。
2002年12月31日の時点で、県級行政区は2,860個あった。平均人口は63.13万人。工業化の発展と都市化にともない、中国大陸全土で県級市が急増したため、2007年12月31日には、1,470県と県が急減した。少数民族の自治県は117である。県級行政区は省の下、地級行政区に属するのが基本であるが、海南省全域など省に直属する場合もある。

## 編製
県の行政機構を「県政府」と総称し、いくつかの部局（機関）に分かれる。政府の組閣形式によって組閣単位（政府組閣局）と直属機関（直属局）の二種類に分かれ、性質により行政機関と事業機関に分かれ、行政機関を主体とする。機関の人員編制も二類に、すなわち行政編制と事業編制に分属する。

### 常設の部局
現行の県政府（およそ2000年以降）は、多くの局を政府組閣部門に常設する。政府弁公室（弁公庁）を除き、小県は約20個、大県なら35～40個。県の所有する重要な行政機構は以下のように設置される：
財政局、税務局（国税と地税は分設、国税は垂直管理を実行）、公安局（役所）、建設局、教育局、交通局、衛生局、農業局、文化局（文化、旅遊、体育局）、司法局、環境保護局、労動局（労動および社会保障局）、商務局（招商局）、民政局、国土局、科技局、計画生育局、審計局、物価局、一部の省区は部門により垂直管理の工商管理局、技術監督局。この他、政府組閣には検察院、法院が含まれる。

### 非常設の部局
非常設の部局は主に各地の地域、都市化水準、人口規模、経済発展水準、生産および産業の偏重によって設立される。畜牧局や林業局は農業局とまとめられることもあり、水利局は農業局、ときには建設局やその他の部門に含められていることがある。海洋漁業局は沿海の省には類似の機構が多く設けられる。考古学的な遺物の多い県には文物局がある。観光資源のある県には旅遊局が設けられ、穀倉地帯では糧食局があり主に食糧貯蔵を担う。不動産の発達した県には房屋局（房屋産権局）がある。都市化が進む経済発展の著しい県には規画局が設けられ、経済が発達し、都市化が著しい城鎮規模の大きな県には園林局、環衛局などといったものが設けられる。この他、生産事故の頻発のため、1990年代より、上から下へ元来管轄される経委の安全生産委員会の非独立臨時組織が安全生産委員会（小人数編製）と変わって、今では政府の独立の常設機関である安全生産監督局（安監局）に変わっている。

### 直属機関
行政機構の性格のある行政単位を持つことを指すが、政府組閣局には属さない。信訪局のように、各県にすべて設置してあり、多くの直屬政府弁公室が管理する。例えば城鎮の緑化を請け負う環境衛生管理的園林局、環衛局（環衛所）、民防弁のように、とても多くの計画経済時代の管理機構が残る。農機局、畜牧局、蔬菜局、物価局など、それらの機関は今日ではあまり重要でないにもかかわらず廃止されずに残っていたりする。

### 事業単位
事業単位は中国大陸の各々の時期に多くの役割を与えられ、政府行政の機能を担う単位として多くは政府機構管轄の二級単位となって専門を担う。主管単位と統一した予算がとられることがあり、独立機構に属することもある。交警隊のように主に道路交通安全管理と監督を担うのは県公安局管理に属する。公安派出所は県公安局派駐のおのおのの鎮あるいは経済地区の安全事務を為し、独立した事業単位に属する。